# پدوک ۱۵۵۵۱
سیارک ۱۵۵۵۱ (به انگلیسی: 15551 Paddock، نامگذاری:2000FQ25) پانزده هزار و پانصد و پنجاه و یکمین سیارک کشف شده‌است که در ۲۷ مارس ۲۰۰۰ کشف شد.
قدر مطلق سیارک برابر ۴۰.۷ است.